# Blanchard (Pennsylvania, Centre megye)
Blanchard statisztikai település az USA Pennsylvania államában, Centre megyében. Lakosainak száma 597 fő (2020. április 1.).

## Népesség
A település népességének változása:

| 2010 | 740 |
| 2020 | 597 |